# Hrušov (Banská Bystrica)
|  | No s'ha de confondre amb Hrušov (Košice). |

Hrušov és un poble i municipi d'Eslovàquia. Es troba a la regió de Banská Bystrica.

## Història
La primera menció escrita de la vila es remunta al 1285.

## Demografia
| Godina             | 1994 | 2004   | 2014   | 2024   |
| ------------------ | ---- | ------ | ------ | ------ |
| Nombre de persones | 925  | 897    | 867    | 812    |
| Diferència         |      | −3,02% | −3,34% | −6,34% |

| Godina             | 2023 | 2024   |
| ------------------ | ---- | ------ |
| Nombre de persones | 818  | 812    |
| Diferència         |      | −0,73% |